# Estação Saint-Ouen
Saint-Ouen é uma estação da linha 14 do Metrô de Paris, localizada no território da comuna de Saint-Ouen, no departamento de Seine-Saint-Denis.
A estação tem conexão com a Linha C do RER.

## História
A estação de Saint-Ouen na linha C do RER foi inaugurada em 25 de setembro de 1988, ao mesmo tempo que a nova linha de Ermont - Eaubonne a Champ-de-Mars. Ela substitui a antiga estação de Saint-Ouen-sur-Seine.
Como parte da extensão da linha 14 para Mairie de Saint-Ouen no horizonte de 2020, foi prevista a abertura da uma estação na linha 14, no momento nomeada Saint-Ouen RER e depois Clichy - Saint-Ouen, em correspondência com o RER C na estação de Saint-Ouen.
Um decreto interprefectural das prefeituras de Seine-Saint-Denis, Altos do Sena e Paris datado de 4 de outubro de 2012 declara de utilidade pública a extensão da linha 14.
A estação é construída em trincheira coberta com paredes de diafragma. O trabalho de engenharia civil da estação foi concedido por € 60 milhões à Spie Batignolles TPCI. As obras estruturais começaram em abril de 2015 e continuaram até a primavera de 2017.
A escavação do túnel de correspondência entre o metrô e o RER, com metro de comprimento, se mostrou difícil porque o solo que suporta os trilhos do RER, da areia de Beauchamp, é tão solto que é necessário congelá-lo: "Antes de demolir a parede e cavar o túnel, constrói-se um recinto, uma concha congelada de centímetro de espessura, a uma temperatura de grau Celsius. Ao cavar na areia alagada, o solo tende a desmoronar e ficar instável. Aqui, os operários injetam, atrás da parede, nitrogênio líquido por , e depois água salgada em baixa temperatura, da salmoura".
A estação abriu em 14 de dezembro de 2020.

## Serviços aos passageiros

### Acessos
A estação possui sete acessos. Os acessos 6 e 7 saem das plataformas do RER C.
- Acesso 1: rue Dora Maar
- Acesso 2: boulevard Victor Hugo
- Acesso 3: rue Pierre Dreyfus
- Acesso 4: rue Madame de Sanzillon
- Acesso 5: rue Touzet
- Acesso 6: rue Emmy Noether
- Acesso 7: rue Arago

### Intermodalidade
Além da estação do RER C, a estação também está em correspondência com as linhas de ônibus 66, 138, 173, 174, 274 e 341.

## Pontos turísticos
A estação atende um bairro composto de edifícios de escritórios (Inetum, Danone, Samsung, EDF etc.), o shopping center Espace Clichy, bem como o Parc François-Mitterrand.